# Читець (фільм)
«Читець» (англ. The Reader) — американсько-німецька мелодрама режисера Стівена Долдрі, що вийшла 2008 року. У головних ролях Кейт Вінслет, Ральф Файнс, Давід Крос. Стрічку створено на основі роману «Читець» Бернгарда Шлінка.
Сценаристом був Девід Гейр, продюсерами були Донна Ґіґліотті, Ентоні Мінґелла та інші. Вперше фільм почали демонструвати 10 грудня 2008 року у Нью-Йорку, США. В Україні у кінопрокаті фільм не демонструвався.

## Сюжет
У 1995 році в Берліні Міхаель Берґ спостерігає за потягом, що проїжджає повз нього, і згадує поїздку в трамваї 1958 року. 15-річному Міхаелю стає погано, і він виходить з трамвая, щоб прогулятися під дощем. Його нудить біля житлового будинку, його знаходить 36-річна кондуктор трамвая Ганна Шмітц, вона обмиває його і допомагає йому дістатися додому. У Міхаеля діагностують скарлатину.
Коли Міхаель одужує, він приходить до Ганни з квітами, і у них починається літній роман. Вона просить його почитати їй зі шкільних підручників. Під час велопрогулянки вони відвідують церкву, де співає хор, і Ганна розчулюється. Наприкінці літа Ганну підвищують до керівництва трамвая, вони сваряться, вона посилає його геть, збирає речі і їде. Коли Майкл виявляє, що її квартира вільна, він спустошений.
У 1995 році Міхаель знову стає стриманим у спілкуванні з жінками, розлучається і віддаляється від доньки.
У 1966 році студент юридичного факультету Гайдельберзького університету Міхаель спостерігає за судовим процесом (подібним до Франкфуртського процесу в Освенцимі) над кількома колишніми охоронцями СС, яких звинувачували в тому, що вони дозволили 300 єврейським жінкам і дітям загинути в палаючій церкві під час маршу смерті поблизу Кракова, Польща. Майкл жахається, коли дізнається, що Ганна — одна з обвинувачених. Ілана Матер та її мати Роза дають ключові свідчення. Ілана свідчить, що жінки з табору читали Ганні вечорами. Роза свідчить, що коли церква загорілася від бомбардування, охоронці не відчинили двері, і всі, крім неї та Ілани, загинули.
Ганна, на відміну від своїх співвідповідачок, визнає, що Аушвіц був табором знищення і що вона та інші обирали по 10 жінок для щомісячної «Селекції». На допиті ніхто не пояснив, чому вони під час пожежі в церкві не відчинили двері. У рапорті охоронців сказано, що вони дізналися про це лише вранці. Ганна визнала, що це брехня, вони не відчинили двері, щоб ув'язнені не могли втекти.
Співвідповідачі Ганни брешуть, що вона була головною, і що вона написала рапорт. Ганна заперечує це, наполягаючи на тому, що всі присутні охоронці погодилися зі змістом рапорту. Головуючий суддя просить надати зразок почерку, але Ганна, присоромлена, уникає цього тесту, стверджуючи, що рапорт написала вона. Спостерігаючи за судовим процесом з публічної галереї, Майкл розуміє таємницю Ганни: вона неграмотна, а отже, не могла ні прочитати, ні написати його.
Коли Майкл ділиться цим зі своїм професором права, той каже, що його моральний обов'язок — повідомити про це суд. Майкл намагається відвідати Ганну у в'язниці, але не в силах зустрітися з нею і йде. Її засуджують до довічного ув'язнення за 300 вбивств, а інших підсудних — до чотирьох років і трьох місяців за пособництво та підбурювання. Майкл плаче з галереї.
Роки потому Майкл записує книги, які він читав Ганні, на касету і регулярно надсилає їх їй у в'язницю. Вона бере ті ж самі книги з тюремної бібліотеки, навчаючись читати і писати за голосом Майкла. Вона пише Майклу, поступово стаючи все грамотнішою, але він ніколи не відповідає.
У 1988 році до Майкла звертається тюремний чиновник з проханням допомогти Ганні адаптуватися в суспільстві після звільнення. Згодом він відвідує її, щоби сказати, що знайшов для неї житло й роботу. Зраділа його появі, вона намагається відновити стосунки, але Майкл відсторонений. Він запитує, чи думає вона про минуле, і Ганна запитує, чи має він на увазі їхнє минуле. Коли він відповідає, що має на увазі війну, вона каже, що її почуття і думки не мають значення, бо «мертві все одно мертві». Обидва залишаються засмученими.
У день звільнення Ганни Майкл приходить до в'язниці з квітами, але йому кажуть, що вона повісилася. Вона залишила грубий заповіт, подарувавши Ілані бляшанку з-під чаю з грошима.
Майкл знаходить Ілану в Нью-Йорку, де він визнає свій зв'язок із Ганною та його довготривалий вплив. Він розповідає їй про неписьменність Ганни, але вона просить його шукати катарсису в іншому місці. Майкл розповідає їй про те, що залишила Ганна, показує бляшанку з-під чаю, але Ілана відмовляється від грошей. Він пропонує пожертвувати їх єврейській організації з ліквідації неписьменності від імені Ганни, і Ілана погоджується, що він може це зробити, якщо хоче. Вона зберігає бляшанку, бо вона схожа на ту, що була в неї в дитинстві.
Події фільму закінчуються у 1995 році, коли Майкл відвозить свою доньку Джулію на могилу Ганни і розповідає їй їхню історію.

## У ролях
| Актор                 | Персонаж                        | Роль                |
| --------------------- | ------------------------------- | ------------------- |
| Кейт Вінслет          | Ганна Шміц англ. Hanna Schmitz  | кондуктор у трамваї |
| Ральф Файнс           | Міхаель Берґ англ. Michael Berg | дорослий Міхаель    |
| Давід Крос            | Міхаель Берґ англ. Michael Berg | молодий Міхаель     |
| Бруно Ганц            | Роль англ. Rohl                 | професор            |
| Олександра Марія Лара | Ілана Матер англ. Ilana Mather  | жертва концтаборів  |

- Лена Олін у ролі старшої Ілани Матер
- Лена Олін — Роза Матер, мати Ілани
- Вієсна Феркіч — Софі, шкільна подруга Міхаеля
- Кароліна Герфурт — Марта, подруга Міхаеля в університеті
- Бурґарт Клаусснер у ролі судді на суді над Ганною
- Лінда Бассетт у ролі пані Бреннер, працівниці в'язниці
- Ганна Герцшпрунґ у ролі Юлії, доньки Міхаеля Берґа у 1995 році
- Жанетт Хейн — Бріджит, дівчина Міхаеля у 1995 році
- Сюзанна Лотар — Карла Берґ, мати Міхаеля
- Маттіас Габіх — Петер Берґ, батько Міхаеля
- Флоріан Бартоломей [де] — Томас Берґ, брат Міхаеля
- Аліса Вілмс — Емілі Берґ, сестра Міхаеля
- Сильвестр Грот — прокурор на суді над Ганною
- Фабіан Буш — адвокат на процесі Ганни
- Фолькер Брух — Дітер Шпенц, студент семінарської групи

## Сприйняття

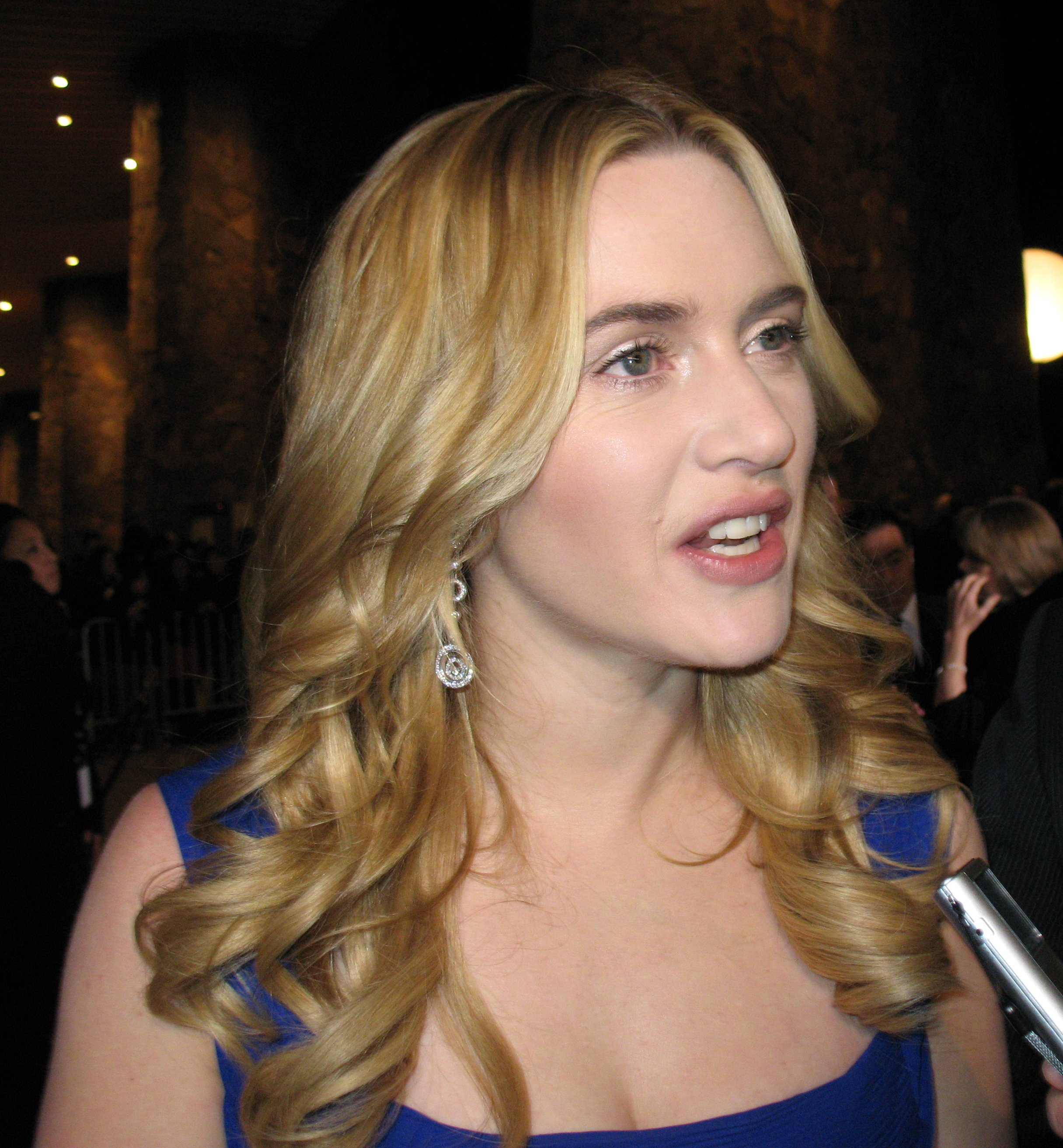
Kate Winslet

### Критика
Фільм отримав здебільшого позитивні відгуки: Rotten Tomatoes дав оцінку 61 % на основі 194 відгуків від критиків (середня оцінка 6,4/10) і 79 % від глядачів із середньою оцінкою 3,7/5 (204,977 голосів). Загалом на сайті фільм має позитивний рейтинг, фільму зарахований «стиглий помідор» від кінокритиків і «попкорн» від глядачів, Internet Movie Database — 7,6/10 (145 500 голосів), Metacritic — 58/100 (38 відгуків критиків) і 7,2/10 від глядачів (117 голосів). Загалом на цьому ресурсі від критиків фільм отримав змішані відгуки, а від глядачів — позитивні.

### Касові збори
Під час показу у США протягом першого (вузького, зі 10 грудня 2008 року) тижня фільм показали у 8 кінотеатрах і він зібрав 168,051 $, що на той час дозволило йому зайняти 25 місце серед усіх прем'єр. Наступного (широкого, зі 30 січня 2009 року) тижня фільм показали у 1,002 кінотеатрах і він зібрав 2,380,376 $ (15 місце). Показ фільму протривав 156 днів (22,3 тижня) і заавершився 13 травня 2009 року. За час показу фільм зібрав у прокаті у США 34,194,407  доларів США, а у решті країн 74,707,560 $ (за іншими даними 78,824,883 $), тобто загалом 108,901,967 $ (за іншими даними 113,019,290 $) при бюджеті 32 млн $ (за іншими даними 32,5 млн $).

### Нагороди і номінації[10]
| Рік  | Нагорода                                           | Категорія                      | Номінант                                                       | Результат |
| ---- | -------------------------------------------------- | ------------------------------ | -------------------------------------------------------------- | --------- |
| 2009 | 81-а церемонія вручення нагороди «Оскар»           | Найкраща жіноча роль           | Кейт Вінслет                                                   | Перемога  |
| 2009 | 81-а церемонія вручення нагороди «Оскар»           | Найкращий фільм                | Ентоні Мінґелла, Сідні Поллак, Донна Ґіґліотті, Редмонд Морріс | Номінація |
| 2009 | 81-а церемонія вручення нагороди «Оскар»           | Найкраща режисерська робота    | Стівен Долдрі                                                  | Номінація |
| 2009 | 81-а церемонія вручення нагороди «Оскар»           | Найкращий адаптований сценарій | Девід Гейр                                                     | Номінація |
| 2009 | 81-а церемонія вручення нагороди «Оскар»           | Найкраща операторська робота   | Кріс Менґес, Роджер Дікінс                                     | Номінація |
| 2009 | 66-та церемонія вручення нагороди «Золотий глобус» | Найкраща акторка другого плану | Кейт Вінслет                                                   | Перемога  |
| 2009 | 66-та церемонія вручення нагороди «Золотий глобус» | Найкращий фільм (драма)        | стрічка                                                        | Номінація |
| 2009 | 66-та церемонія вручення нагороди «Золотий глобус» | Найкращий режисер              | Стівен Долдрі                                                  | Номінація |
| 2009 | 66-та церемонія вручення нагороди «Золотий глобус» | Найкращий сценарій             | Девід Гейр                                                     | Номінація |
| 2009 | БАФТА у кіно                                       | Найкраща жіноча роль (кіно)    | Кейт Вінслет                                                   | Перемога  |
| 2009 | БАФТА у кіно                                       | Найкращий фільм                | Ентоні Мінґелла, Сідні Поллак, Донна Ґіґліотті, Редмонд Морріс | Номінація |
| 2009 | БАФТА у кіно                                       | Найкращий адаптований сценарій | Девід Гейр                                                     | Номінація |
| 2009 | БАФТА у кіно                                       | Найкраща операторська робота   | Кріс Менґес, Роджер Дікінс                                     | Номінація |
| 2009 | БАФТА у кіно                                       | Найкраща режисура              | Стівен Долдрі                                                  | Номінація |

### Виноски
1. 1 2 3  The Reader: Release Info (англ.). Internet Movie Database. Процитовано 4 лютого 2014.
2. 1 2 3 4 5 6  The Reader (англ.). Box Office Mojo. Процитовано 4 лютого 2014.
3. 1 2 3 4 5 6  The Reader (англ.). The Numbers. Процитовано 4 лютого 2014.[недоступне посилання з серпня 2019]
4. 1 2  The Reader (англ.). Internet Movie Database. Процитовано 4 лютого 2014.
5. ↑  The Reader (англ.). Allmovie. Процитовано 4 лютого 2014.
6. 1 2  The Reader: Full Cast & Crew (англ.). Internet Movie Database. Процитовано 4 лютого 2014.
7. ↑  Чтец. Премьеры (рос.). КиноПоиск. Процитовано 4 лютого 2014.
8. ↑  The Reader (англ.). Rotten Tomatoes. Процитовано 4 лютого 2014.
9. ↑  The Reader (англ.). Metacritic. Процитовано 4 лютого 2014.
10. ↑  The Reader: Awards (англ.). Internet Movie Database. Процитовано 4 лютого 2014.